# Lac de la Source
Pour les articles homonymes, voir Source.
Le lac de la Source est un lac situé sur la Grande Terre des îles Kerguelen dans les Terres australes et antarctiques françaises (TAAF). Il est localisé sur la péninsule Courbet.